# Città vecchia di Zamość
La Città vecchia di Zamość è parte del patrimonio culturale dell'UNESCO. È uno dei quartieri della città di Zamość, coincidente col nucleo originario della città, fondata nel 1580, ed è stato iscritto nella lista dei patrimoni dell'umanità dell'UNESCO nel 1992.